# Andrés Eloy Blanco (khu tự quản)
Andrés Eloy Blanco là một khu tự quản thuộc bang Barinas, Venezuela. Thủ phủ của khu tự quản Andrés Eloy Blanco đóng tại El Cantón. Khự tự quản Andrés Eloy Blanco có diện tích 1493 km2, dân số theo điều tra dân số ngày 21 tháng 10 năm 2001 là 15359 người.